# Liste der preußischen Gesandten im Königreich beider Sizilien
Dies ist eine Liste der preußischen Gesandten im Königreich beider Sizilien. 

## Gesandte
1819: Aufnahme diplomatischer Beziehungen
- 1819–1822: Friedrich Wilhelm Basilius von Ramdohr (1757–1822)
- 1822–1827: Johann Friedrich August Detlev von Flemming (1785–1827)
- 1827–1830: August Ernst Wilhelm von Voß (1779–1832)
- 1830–1834: Friedrich Wilhelm von Wylich und Lottum (1796–1847)
- 1834–1842: Gustav Ernst von Küster (1797–1861)
- 1842–1852: Adolf Ludwig von Brockhausen (1801–1858)
- 1852–1854: Albrecht von Bernstorff (1809–1873)
- 1854–1859: Karl Wilhelm Ernst von Canitz und Dallwitz (1812–1894)
- 1859–1861: Wilhelm von Perponcher-Sedlnitzky (1819–1893)

1861: Auflösung der Gesandtschaft